# پاکونیس
پاکونیس (به لاتین: Pakuonis) یک شهرک در لیتوانی است که در شهرستان کاوناس واقع شده‌است. پاکونیس ۶۰۸ نفر جمعیت دارد.